# 費爾布拉夫鎮區 (北卡羅萊納州哥倫布縣)
費爾布拉夫鎮區（英語：Fair Bluff Township）是位於美國北卡羅萊納州哥倫布縣的一個鎮區。

## 地方資料
費爾布拉夫鎮區的面積為97.38平方千米，皆為陸地。根據2020年美國人口普查的數據，當地共有人口1301人，而人口密度為每平方千米13.36人。